# Harry Ackerman
Harry Ackerman (17. listopadu 1912, Albany, New York - 3. února 1991, Burbank, Kalifornie) byl americký televizní producent.
Jeho společnost, Screen Gems, natáčela od roku 1958 sitcomy jako Father Knows Best či The Monkees. Za svou práci byl dvakrát oceněn cenou Emmy.
Byl ženatý s herečkou Elinor Donahue a za svou práci byl odměněn hvězdou na Hollywoodském chodníku slávy. Zemřel v roce 1991.